# Anders Rubach
Anders Rubach (Ruback, Rudback), död 8 maj 1807, var en svensk snickarmästare och bildhuggare.
Han var gift första gången med Charlotta Höhl och andra gången med Justina Östvall samt far till Johan Rubach. Rubach blev mästare i Stockholms snickarämbete 1764. För Össeby-Garns kyrka i Uppland utförde han 1781-1782 en predikstol som var grönmarmorerad och försedd med förgyllda ornament och lister. 